# Це було минулого літа
Це було минулого літа — радянський художній двосерійний телефільм 1988 року, знятий на Одеській кіностудії.

## Сюжет
Після закінчення інституту біологи Чернов і Бочкін їдуть в тундру і організовують заказник. Відчуваючи постійний опір місцевого начальства, Чернов не витримує напруженої обстановки і вирішує повернутися в Москву. Бочкін розцінює вчинок друга як зраду…

## У ролях
- Аристарх Ліванов — Сергій Павлович Чернов
- Володимир Пучков — Михайло Бочкін
- Дарина Михайлова — Варя, медсестра
- Михайло Глузський — Степанич
- Петро Юрченков — Сазонов
- Катерина Васильєва — Катя, дружина Сергія Чернова, художник
- Георгій Штиль — гармоніст Коля
- Тамара Вітченко — дружина гармоніста
- Олексій Борзунов — газівник
- Галина Чуриліна — наречена
- Марія Капицька — Маша, дочка Сергія Чернова
- Олена Амінова — Олена
- Раїса Куркіна — мати Сергія Чернова
- Олександр Спірін — рудий хлопець
- Володимир Міхельсон — епізод
- Наталія Шульгіна — гостя на весіллі
- Віктор Піменов — гість
- Володимир Качан — Віктор Прохоров, начальник відділу
- Костянтин Кравинський — Вадик, знайомий Каті та Сергія
- Володимир Наумцев — Борис Леонідович, начальник Чернова
- Віктор Плотников — відвідувач (від Воробйова)
- Тетяна Ронамі — 'Соня, секретар
- Віктор Козачук — відвідувач
- Ніна Маслова — буфетниця на теплоході
- Ніна Гребешкова — лікар-фоніатр
- Сергій Селіванов — Сенька, однокласник Маші

## Знімальна група
- Режисер — Наталія Збандут
- Сценаристи — Марія Звєрєва, Павло Чухрай
- Оператор — Михайло Біц
- Композитор — Гія Канчелі
- Художник — Анатолій Наумов